# Jeremy Piven
Jeremy Samuel Piven (* 26. července 1964, New York, New York, Spojené státy americké) je americký herec, komik a producent. Proslavil se především rolí Ari Golda v komediálním seriálu Vincentův svět (2004–2011), za který získal cenu Zlatý glóbus a cenu Emmy. Mimo to si zahrál v britském dramatickém seriálu Pan Selfridge (2013–2016) a v komediálním seriálu Ellen (1995–1998).
Zahrál si ve filmech jako Sběratel polibků (1997), Šest pohřbů a jedna svatba (1997), Lásce na stopě (2001), Scary Movie 3 (2003), Sejmi eso (2006), Sin City: Ženská, pro kterou bych vraždil (2014) a Na hraně zítřka (2014).